# Pascal Gentil
Pascal Gentil (ur. 15 maja 1973 w Paryżu) – francuski zawodnik taekwondo, dwukrotny brązowy medalista olimpijski, wicemistrz świata, multimedalista mistrzostw Europy.
Dwukrotnie uczestniczył w letnich igrzyskach olimpijskich. W 2000 roku na igrzyskach w Sydney zdobył brązowy medal olimpijski w kategorii powyżej 80 kg. Wynik ten powtórzył cztery lata później na igrzyskach w Atenach w tej samej kategorii wagowej. 
W 1995 roku zdobył srebrny medal mistrzostw świata, a w latach 1994–2008 sześć medali mistrzostw Europy (trzy złote i trzy srebrne).